# Ismaël Diallo
Ismaël Chester  Diallo, né le 29 janvier 1997 à Séguéla, est un joueur de football ivoirien qui occupe le poste de arrière gauche au Hajduk Split.

## Biographie

### En club
Il joue son premier match en Ligue 2 le 26 avril 2019, lors d'un déplacement à Nancy (victoire 1-0).
À l'issue de la saison 2018-2019, il prolonge son contrat jusqu'en 2023 avec l'AC Ajaccio,.

### En équipe nationale
Avec les moins de 17 ans, il participe en 2013 à la coupe d'Afrique des nations de la catégorie qu'il remporte en étant titulaire. Il participe également à la Coupe du monde des moins de 17 ans en 2013. Lors du mondial junior organisé aux Émirats arabes unis, il est titulaire indiscutable et joue cinq matchs. La Côte d'Ivoire s'incline en quart de finale face à l'Argentine.
Avec les moins de 20 ans, il participe à la Coupe d'Afrique des nations junior en 2015. Lors de cette compétition qui se déroule au Sénégal, il joue trois matchs. Avec un bilan de trois nuls, la Côte d'Ivoire ne dépasse pas le premier tour du tournoi.
Par la suite, avec les moins de 23 ans, il participe à la Coupe d'Afrique des nations des moins de 23 ans en 2019. Lors de ce tournoi organisé en Égypte, il est de nouveau titulaire indiscutable et joue cinq matchs. La Côte d'Ivoire s'incline en finale face au pays organisateur. Le 17 mars 2022, il est appelé pour la première fois avec l'équipe senior des Éléphants.
Le 28 décembre 2023, il est retenu dans la liste des vingt-sept joueurs ivoiriens sélectionnés par Jean-Louis Gasset pour disputer la Coupe d'Afrique des nations 2023.

## Palmarès

### En sélection nationale
Vainqueur Coupe d'Afrique des Nations U17 en 2013 
Finaliste Coupe d'Afrique des Nations U23 en 2019 
- Côte d'Ivoire
  - Vainqueur de la Coupe d'Afrique des nations en 2024[9]

## Statistiques
| Saison                | Club                  | Championnat           | Championnat | Championnat | Coupe(s) nationale(s) | Coupe(s) nationale(s) | Total | Total |
| Saison                | Club                  | Division              | M.          | B.          | M.                    | B.                    | M.    | B.    |
| 2018-2019             | AC Ajaccio            | Ligue 2               | 4           | 0           | -                     | -                     | 4     | 0     |
| 2019-2020             | AC Ajaccio            | Ligue 2               | 16          | 0           | 2                     | 0                     | 18    | 0     |
| 2020-2021             | AC Ajaccio            | Ligue 2               | 13          | 0           | -                     | -                     | 13    | 0     |
| Total sur la carrière | Total sur la carrière | Total sur la carrière | 33          | 0           | 2                     | 0                     | 35    | 0     |